# Marc Nagel
Marc Nagel (* 22. Februar 1970 in Karlsruhe) ist ein deutscher Handballtrainer und ehemaliger Handballspieler. Er bestritt 31 Länderspiele für die deutsche Nationalmannschaft.

## Karriere
Marc Nagel spielte zunächst in Rintheim, später dann bei der SG Leutershausen, mit der er in der Saison 1991/92 deutscher Vizemeister wurde. Nach dem Abstieg der SGL aus der Handball-Bundesliga ging der 1,93 Meter große Rückraumspieler zum TV Großwallstadt. 1999 wechselte er zum damaligen Zweitligisten Frisch Auf Göppingen, mit dem ihm 2001 der Aufstieg in die erste Bundesliga gelang. Am Ende der Saison 2003/04 beendete Nagel sein Spielerlaufbahn. Er wurde dann sportlicher Leiter bei Frisch Auf Göppingen, trat aber im Dezember 2004 nach Differenzen mit der Vereinsführung zurück. Ab Anfang 2005 spielte Nagel beim Regionalligisten SG Pforzheim/Eutingen, wo er bis zu seinem Rücktritt im Oktober 2011 als Trainer tätig war. Im Januar 2013 wurde er Assistenztrainer von Holger Löhr bei der SG Leutershausen und ist, nachdem Löhr am 1. Oktober 2013 zurücktrat, war Nagel alleiniger Trainer der SGL. Nach der Saison 2017/18 beendete er seine Tätigkeit bei der SGL. Ab dem Sommer 2019 trainierte er den Drittligisten SG Nußloch. Seit März 2021 trainiert er erneut die SG Leutershausen.
Hauptberuflich ist Marc Nagel Gymnasiallehrer am Otto-Hahn-Gymnasium Karlsruhe in den Fächern Mathematik und Sport.